# Agulhasstrom

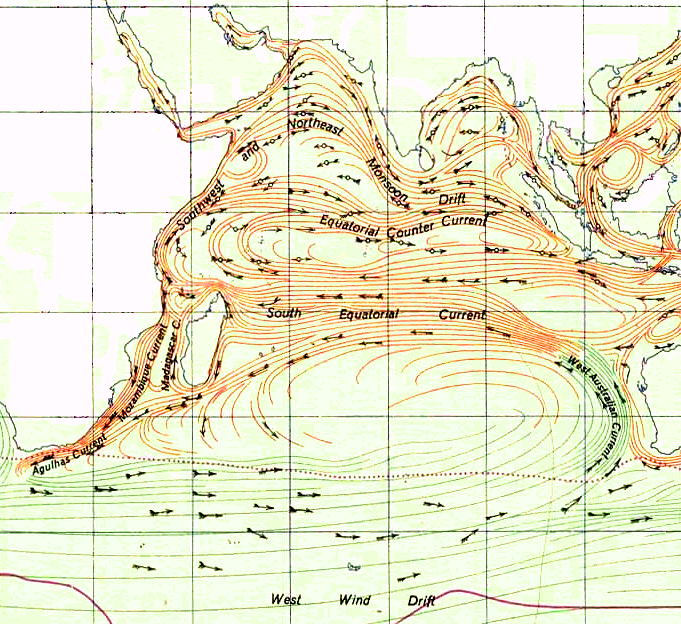
Meeresströmungen im Indischen Ozean

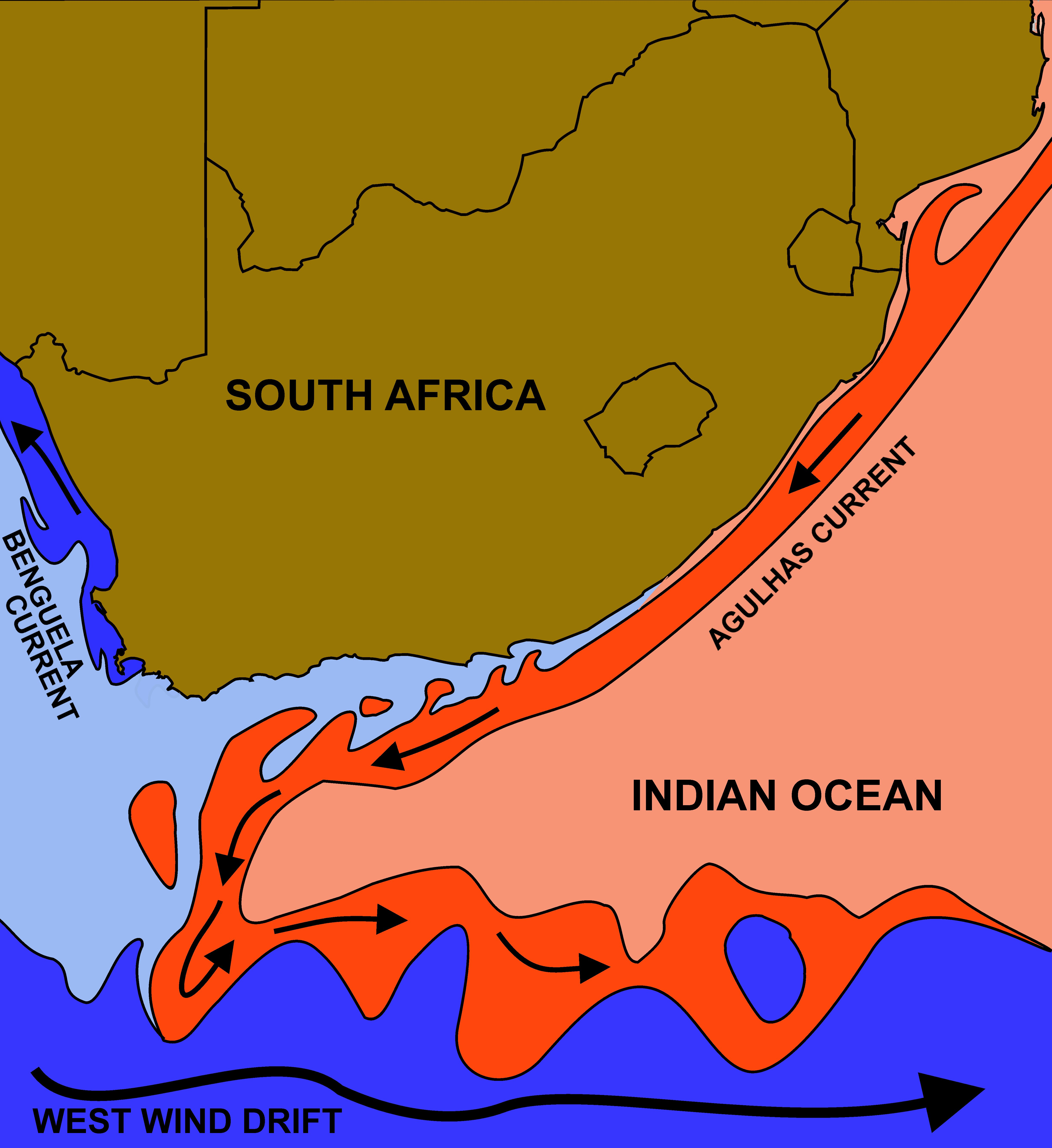
Benguela- und Agulhasströmungen

Der Agulhasstrom ist eine Meeresströmung im südwestlichen Indischen Ozean. Er fließt entlang der Ostküste Afrikas nach Süden (von etwa 27°S bis 40°S) und transportiert dabei enorme Mengen von Wärme und Salz nach Süden.
Die Quellen des Agulhasstromes sind der Ostmadagaskarstrom, der Mosambikstrom sowie Teile des rezirkulierenden Wassers, dessen Teil der Agulhasstrom selbst ist. Der Agulhasstrom ist stark von der Topographie abhängig, vor allem nördlich von Port Elizabeth (Südafrika) fließt er eng entlang des Kontinentalabhanges. Der Transport des voll gebildeten Agulhasstromes beträgt etwa 65–70 Millionen m³/s = 65–70 Sverdrup. Dies ist allerdings in der Primärwissenschaft umstritten.
Südlich vom Kap Agulhas (der Südspitze des afrikanischen Kontinents) dringt er um einige 100 km in den Atlantik ein, bevor er eine abrupte Kehrtwende vollzieht und als Agulhasrückstrom zurück in den Indischen Ozean fließt. An der Küste reicht er bis zum Kap der Guten Hoffnung. Die Physik dieser Retroflexion ist zwar nicht vollständig untersucht, wahrscheinliche Ursachen sind aber in der Bodentopographie, der Küstenlinie Afrikas und vor allem der Vorticitybalance des Stromes (im Zusammenhang mit dem Windfeld) zu suchen.
Die Retroflexion ist nicht vollständig und die Menge des in den Atlantik einströmenden warmen und salzreichen Wassers nahm bedingt durch die globale Erwärmung in den letzten Jahrzehnten zu. Eine von der University of Miami durchgeführte Studie untersuchte die Auswirkungen eines weiter ansteigenden Zuflusses mit Hilfe von Klimasimulationen; es zeigte sich, dass dadurch die thermohaline Zirkulation verstärkt würde. Während im 2007 veröffentlichten AR4 des IPCC davon ausgegangen wurde, dass die globale Erwärmung durch vermehrten Schmelzwasserzustrom die Erwärmung in Europa abschwächen wird, könnte durch den beschriebenen Prozess das Gegenteil geschehen. Anstelle einer die Nordhalbkugel kühlenden Abschwächung der thermohalinen Zirkulation würde also eine Erwärmung stattfinden, die sich dem globalen Erwärmungstrend überlagern und diesen verstärken würde.
An der Retroflexion bildet der Agulhasstrom – im Abstand von etwa 2–3 Monaten – Agulhasringe, die in den Südatlantik wandern und dort von der mittleren Strömung (dem Südäquatorialstrom) nach Nordwesten mitgeführt (advehiert) werden. Agulhasringe transportieren das warme und salzreiche Wasser des Indischen Ozeans nach Norden und bilden so einen Teil der globalen thermohalinen Zirkulation. Agulhasringe gehören zu den mächtigsten Wirbeln im Weltozean.